# Tour des Apennins 2013
La 74e édition du Tour des Apennins a eu lieu le 15 juillet 2013.
L'épreuve fait partie de l'UCI Europe Tour 2013 en catégorie 1.1.

## Présentation

### Équipes
| Nom de l'équipe              | Pays     | Code |
| ---------------------------- | -------- | ---- |
| Androni Giocattoli-Venezuela | Italie   | AND  |
| Bardiani Valvole-CSF Inox    | Italie   | BAR  |
| Colombia                     | Colombie | COL  |
| Vini Fantini-Selle Italia    | Italie   | VIN  |

| Nom de l'équipe             | Pays     | Code |
| --------------------------- | -------- | ---- |
| Nippo-De Rosa               | Japon    | PPO  |
| Adria Mobil                 | Slovénie | ADR  |
| Utensilnord Ora24.eu        | Hongrie  | UNA  |
| Ceramica Flaminia-Fondriest | Italie   | CEF  |
| Amore & Vita                | Ukraine  | AMO  |
| Meridiana Kamen             | Croatie  | MKT  |
| Lokosphinx                  | Russie   | LOK  |

## Classement final
|    | Coureur              | Équipe                       |    | Temps           |
| -- | -------------------- | ---------------------------- | -- | --------------- |
| 1  | Davide Mucelli       | Ceramica Flaminia-Fondriest  | en | 4 h 51 min 45 s |
| 2  | Luca Mazzanti        | Vini Fantini-Selle Italia    | +  | 0 s             |
| 3  | Ivan Rovny           | Ceramica Flaminia-Fondriest  |    | 30 s            |
| 4  | Alessandro Proni     | Vini Fantini-Selle Italia    |    | 31 s            |
| 5  | Federico Rocchetti   | Utensilnord Ora24.eu         |    | 37 s            |
| 6  | Marco Frapporti      | Androni Giocattoli-Venezuela |    | 1 min 39 s      |
| 7  | Pierpaolo De Negri   | Vini Fantini-Selle Italia    |    | 2 min 25 s      |
| 8  | Radoslav Rogina      | Adria Mobil                  |    | 2 min 30 s      |
| 9  | Julián Arredondo     | Nippo-De Rosa                |    | 2 min 30 s      |
| 10 | Miguel Ángel Rubiano | Androni Giocattoli-Venezuela |    | 2 min 30 s      |